# Коллепассо
Коллепассо (итал. Collepasso) — коммуна в Италии, располагается в регионе Апулия, в провинции Лечче.
Население составляет 6680 человек (2008 г.), плотность населения составляет 555 чел./км². Занимает площадь 12 км². Почтовый индекс — 73040. Телефонный код — 0833.
Покровительницей коммуны почитается Пресвятая Богородица (Madonna delle Grazie), празднование 8 сентября.

## Демография
Динамика населения:

## Администрация коммуны
- Официальный сайт: https://web.archive.org/web/20080225121032/http://www.comunecollepasso.it/